# جاد فرازير
جاد فرازير (بالإسبانية: Jade Fraser)‏ هي مغنية وممثلة مكسيكية، ولدت في 8 يناير 1993 في مدينة مكسيكو في المكسيك.

## وصلات خارجية
- جاد فرازير على موقع IMDb (الإنجليزية)
- جاد فرازير على موقع ألو سيني (الفرنسية)
- جاد فرازير على موقع كينوبويسك (الروسية)